# Rio das Flores
Rio das Flores este un oraș în unitatea federativă Rio de Janeiro (RJ), Brazilia.